# Fermana Calcio 2003-2004
Questa pagina raccoglie le informazioni riguardanti la Fermana Calcio nelle competizioni ufficiali della stagione 2003-2004.

## Stagione
Nella stagione 2003-2004 la Fermana disputa il girone B del campionato di Serie C1, raccoglie 40 punti che valgono il quattordicesimo posto finale. Per ottenere la salvezza ha dovuto disputare e vincere il Play-out contro il Taranto, ottenendo due pareggi, con il prezioso vantaggio del miglior piazzamento in campionato. Il torneo ha promosso in Serie B due calabresi, il Catanzaro diretto, ed il Crotone che ha vinto i Play-off. La Fermana inizia la stagione con il tecnico Gianni Bortoletto, in carica fino alla penultima di andata, nella pausa natalizia viene sostituito da Andrea Bruniera, che poi guida i gialloblù fino al termine della stagione. Nella Coppa Italia di Serie C la Fermana disputa il girone M di qualificazione con poche soddisfazioni, che è stato vinto da Rosetana e Chieti.

## Rosa
| N. |                   | Ruolo | Calciatore        |
| -- | ----------------- | ----- | ----------------- |
|    | Italia (bandiera) | A     | Giovanni Belli    |
|    | Italia (bandiera) | A     | Emilio Belmonte   |
|    | Italia (bandiera) | D     | Riccardo Bonetto  |
|    | Italia (bandiera) | D     | Arnaldo Bonfanti  |
|    | Italia (bandiera) | A     | Andrea Bucchi     |
|    | Italia (bandiera) | C     | Simone Ceccobelli |
|    | Italia (bandiera) | P     | Mauro Chiodini    |
|    | Italia (bandiera) | D     | Stefano Dal Moro  |
|    | Italia (bandiera) | D     | Francesco Di Bari |
|    | Italia (bandiera) | D     | Vito Di Bari      |
|    | Italia (bandiera) | C     | Guido Di Deo      |
|    | Italia (bandiera) | D     | Alessandro Farina |
|    | Italia (bandiera) | A     | Alberto Galdiolo  |
|    | Italia (bandiera) | P     | Stefano Grilli    |
|    | Italia (bandiera) | C     | Luca Lacrimini    |
|    | Italia (bandiera) | C     | Andrea Luciani    |

| N. |                   | Ruolo | Calciatore             |
| -- | ----------------- | ----- | ---------------------- |
|    | Italia (bandiera) | A     | Gaetano Mancino        |
|    | Italia (bandiera) | D     | Andrea Mengoni         |
|    | Italia (bandiera) | D     | Giovanni Micallo       |
|    | Italia (bandiera) | A     | Samuele Montesi        |
|    | Italia (bandiera) | C     | Matteo Monti           |
|    | Italia (bandiera) | A     | Matteo Morici          |
|    | Italia (bandiera) | D     | Simone Nicola Olivieri |
|    | Italia (bandiera) | C     | Alessandro Onesti      |
|    | Italia (bandiera) | A     | Simone Pacini          |
|    | Italia (bandiera) | D     | Yuri Pellegrini        |
|    | Italia (bandiera) | C     | Massimo Perra          |
|    | Italia (bandiera) | A     | Ranieri Pirro          |
|    | Italia (bandiera) | C     | Roberto Romualdi       |
|    | Italia (bandiera) | A     | Alessandro Smerilli    |
|    | Italia (bandiera) | C     | Claudio Zaminga        |

## Risultati

### Campionato

#### Girone di andata
| Arbitro: | Saveri (Viterbo) |

|                                |           |               |
| Smerilli 16’ Di Deo 32’ (rig.) | Marcatori | 31’ Calvaresi |

| Benevento 7 settembre 2003 2ª giornata | Sporting Benevento      | 0 – 0 | Fermana | Stadio Santa Colomba\| Arbitro: \| Zanzi (Lugo di Romagna) \| |
| Arbitro:                               | Zanzi (Lugo di Romagna) |       |         |                                                               |

| Arbitro: | Lena (Ciampino) |

|  |           |                  |
|  | Marcatori | 76’ V. Silvestri |

| Arbitro: | Stefanini (Prato) |

|               |           |              |
| Gentilini 69’ | Marcatori | 14’ M. Perra |

| Sora 28 settembre 2003 5ª giornata | Sora               | 0 – 0 | Fermana | Stadio Claudio Tomei\| Arbitro: \| Rodomonti (Teramo) \| |
| Arbitro:                           | Rodomonti (Teramo) |       |         |                                                          |

| Arbitro: | Liberti (Genova) |

|                   |           |              |
| Di Deo 50’ (rig.) | Marcatori | 74’ Tangorra |

| Arbitro: | Barbirati (Ferrara) |

|                                          |           |               |
| Martinetti 4’ Frau 58’ (rig.) Evacuo 78’ | Marcatori | 74’ A. Bucchi |

| Arbitro: | Ciampi (Roma) |

|                            |           |  |
| Smerilli 39’ A. Bucchi 68’ | Marcatori |  |

| Arbitro: | Tonolini (Milano) |

|                                |           |  |
| G. Corona 2’ Ferrigno 21’, 69’ | Marcatori |  |

| Arbitro: | Ciancaleoni (Foligno) |

|                            |           |  |
| Smerilli 58’ A. Bucchi 70’ | Marcatori |  |

| Arbitro: | Marelli (Como) |

|                      |           |                               |
| Pacini 28’ Pirro 59’ | Marcatori | 20’ Bifini 31’ (rig.) Zerbini |

| Arbitro: | Gandolfi (Cremona) |

|               |           |                           |
| Banchelli 18’ | Marcatori | 41’ Di Deo 90+2’ M. Perra |

| Arbitro: | Giachero (Pinerolo) |

|              |           |              |
| M. Perra 52’ | Marcatori | 7’ Tarantino |

| Arbitro: | P.S. Mazzoleni (Bergamo) |

|                               |           |             |
| Giraldi 43’ borneo 63’ (rig.) | Marcatori | 90+1’ Pirro |

| Arbitro: | Velotto (Grosseto) |

|                   |           |                          |
| Di Deo 54’ (rig.) | Marcatori | 17’ Suriano 61’ O. Russo |

| Chieti 21 dicembre 2003 16ª giornata | Chieti           | 0 – 0 | Fermana | Stadio Guido Angelini\| Arbitro: \| Saveri (Viterbo) \| |
| Arbitro:                             | Saveri (Viterbo) |       |         |                                                         |

| Arbitro: | Fiori (Perugia) |

|                |           |                                 |
| Pirro 78’, 84’ | Marcatori | 28’ (rig.), 36’ (rig.) Da Silva |

#### Girone di ritorno
| Arbitro: | Lioce (Molfetta) |

|             |           |  |
| Ascenzi 27’ | Marcatori |  |

| Arbitro: | Ciliberto (Merano) |

|  |           |                               |
|  | Marcatori | 7’ (rig.) Molino 73’ Di Nardo |

| Arbitro: | Gava (Conegliano) |

|                           |           |             |
| Del Core 4’ Enyinnaya 34’ | Marcatori | 80’ Zaminga |

| Arbitro: | Orsato (Schio) |

|                                |           |  |
| Di Deo 58’ (rig.) Belmonte 63’ | Marcatori |  |

| Arbitro: | Giglioni (Siena) |

|                                       |           |  |
| Di Deo 59’ (rig.) Belmonte 74’ (rig.) | Marcatori |  |

| Arbitro: | Mariuzzo (Venezia) |

|                                                   |           |            |
| Giannone 11’ (rig.) Frati 16’ Tangorra 31’ (rig.) | Marcatori | 57’ Di Deo |

| Fermo 7 marzo 2004 24ª giornata | Fermana           | 0 – 0 | Viterbo | Stadio Bruno Recchioni\| Arbitro: \| Stefanini (Prato) \| |
| Arbitro:                        | Stefanini (Prato) |       |         |                                                           |

| Arbitro: | Caristia (Siracusa) |

|                                           |           |  |
| De Amicis 41’ Bertolucci 65’ Rizzioli 78’ | Marcatori |  |

| Fermo 21 marzo 2004 26ª giornata | Fermana         | 0 – 0 | Catanzaro | Stadio Bruno Recchioni\| Arbitro: \| Banti (Livorno) \| |
| Arbitro:                         | Banti (Livorno) |       |           |                                                         |

| Arbitro: | Fiori (Perugia) |

|                     |           |                        |
| Deflorio 34’ (rig.) | Marcatori | 71’ (rig.), 83’ Di Deo |

| Arbitro: | Marelli (Como) |

|                                                                 |           |  |
| Taccucci 31’ C. Esposito 37’ Maschio 58’, 64’ Borneo 79’ (rig.) | Marcatori |  |

| Arbitro: | Orsato (Schio) |

|               |           |             |
| A. Bucchi 48’ | Marcatori | 29’ Triuzzi |

| Arbitro: | Damato (Barletta) |

|                                               |           |  |
| Gastaldello 49’ Beretta 62’ Vantaggiato 90+5’ | Marcatori |  |

| Arbitro: | Ciampi (Roma) |

|                   |           |              |
| Di Deo 36’ (rig.) | Marcatori | 10’ Crocetti |

| Acireale 2 maggio 2004 32ª giornata | Acireale        | 0 – 0 | Fermana | Stadio Tupparello\| Arbitro: \| Banti (Livorno) \| |
| Arbitro:                            | Banti (Livorno) |       |         |                                                    |

| Arbitro: | Orsato (Schio) |

|                               |           |            |
| Di Deo 52’ (rig.) Luciani 80’ | Marcatori | 46’ Rajcic |

| Arbitro: | Squillace (Catanzaro) |

|                          |           |                                          |
| Erra 16’ Goisis 30’, 89’ | Marcatori | 4’ Luciani 18’, 32’ A. Bucchi 34’ Di Deo |

### Coppa Italia di Serie C

#### Girone M
| Fermo 17 agosto 2003 1ª giornata | Fermana             | 0 – 0 | Chieti | Stadio Bruno Recchioni\| Arbitro: \| Mannella (Avezzano) \| |
| Arbitro:                         | Mannella (Avezzano) |       |        |                                                             |

| 20 agosto 2003 2ª giornata |  | – Turno di riposo Fermana |  |  |

| Arbitro: | Damato (Barletta) |

|                                                                |           |  |
| Nassi 18’, 68’ Farina 36’ (aut.) Ferreira Pinto 65’ Chafer 79’ | Marcatori |  |

| Arbitro: | Ciancaleoni (Foligno) |

|            |           |                        |
| Di Deo 16’ | Marcatori | 31’ Elia 65’ Cozzolino |

| Arbitro: | C. Rubino (Salerno) |

|                                         |           |           |
| Y. Pellegrini 25’ (aut.) F. Ferrari 40’ | Marcatori | 30’ Belli |